# NGC 1255
NGC 1255 (другие обозначения — ESO 481-13, MCG −4-8-50, UGCA 60, AM 0311-255, IRAS03113-2554, PGC 12007) — спиральная галактика с перемычкой в созвездии Печь. Объект был обнаружен американским астрономом Эдвардом Барнардом 30 августа 1883 года в обсерватории университета Вандербильта. Американский астроном Ормонд Стоун сделал независимое открытие в 1886 году в обсерватории Леандера Маккормика.
Этот объект входит в число перечисленных в оригинальной редакции «Нового общего каталога».
В галактике вспыхнула сверхновая SN 1980O типа II. Её обнаружил немецкий астроном Ганс-Эмиль Шустер. Пиковая звёздная величина сверхновой составила 17.
Галактика NGC 1255 входит в состав группы галактик NGC 1255. Помимо NGC 1255 в группу также входят NGC 1201, NGC 1302, ESO 480-25, ESO 481-14, ESO 481-18 и ESO 481-19.